# WABA liga 2016./17.
WABA liga 2016./17. je šesnaesto izdanje regionalne košarkaške WABA lige za žene. 

Sudjelovalo je deset klubova iz šest država, a natjecanje je osvojila ekipa Athlete iz Celja.

## Sustav natjecanja
U prvom dijelu natjecanja sudjeluje deset klubova raspoređenih u dvije skupine po pet klubova koji igraju dvokružnu ligu (10 kola, odnosno 8 utakmica po klubu). Prva četiri iz svake skupine plasirala su se u Superligu s prenesenim međusobnim rezultatima i odigrali su još osam utakmica protiv klubova koji su igrali u drugoj skupini (tako da se dobije 14 utakmica po klubu). Prve četiri momčadi plasirale su se na završni turnir. Momčadi koje su bile posljednje (5.) u svojim skupinama su razigravale za 9. mjesto u ligi.

## Sudionici
- Play Off Ultra, Sarajevo
- Montana 2003, Montana
- Beroe, Stara Zagora
- Budućnost Bemax, Podgorica
- Badel 1862, Skoplje
- Athlete, Celje
- Triglav, Kranj
- Crvena zvezda, Beograd
- Partizan 1953, Beograd
- Kraljevo, Kraljevo

## Ljestvice rezultati

### Prvi dio
- plasirali se u Superligu 

| mj. | klub           | ut. | pob. | por. | koš+ | koš- | bod. |
| --- | -------------- | --- | ---- | ---- | ---- | ---- | ---- |
| 1.  | Beroe          | 8   | 7    | 1    | 617  | 479  | 15   |
| 2.  | Triglav        | 8   | 5    | 3    | 471  | 476  | 13   |
| 3.  | Play Off Ultra | 8   | 4    | 4    | 545  | 556  | 12   |
| 4.  | Partizan 1953  | 8   | 3    | 5    | 550  | 576  | 11   |
| 5.  | Kraljevo       | 8   | 1    | 7    | 496  | 602  | 9    |

| mj. | klub            | ut. | pob. | por. | koš+ | koš- | bod. |
| --- | --------------- | --- | ---- | ---- | ---- | ---- | ---- |
| 1.  | Budućnost Bemax | 8   | 6    | 2    | 631  | 510  | 14   |
| 2.  | Montana 2003    | 8   | 6    | 2    | 574  | 527  | 14   |
| 3.  | Athlete         | 8   | 6    | 2    | 652  | 547  | 14   |
| 4.  | Crvena zvezda   | 8   | 2    | 6    | 543  | 562  | 10   |
| 5.  | Badel 1862      | 8   | 0    | 8    | 396  | 650  | 8    |

### Superliga
- plasirali se na Final four
| mj. | klub            | ukupan rezultat u Superligi (uključuje prenesene utakmice) | ukupan rezultat u Superligi (uključuje prenesene utakmice) | ukupan rezultat u Superligi (uključuje prenesene utakmice) | ukupan rezultat u Superligi (uključuje prenesene utakmice) | ukupan rezultat u Superligi (uključuje prenesene utakmice) | ukupan rezultat u Superligi (uključuje prenesene utakmice) |    | rezultat ostvaren u Superligi | rezultat ostvaren u Superligi | rezultat ostvaren u Superligi | rezultat ostvaren u Superligi | rezultat ostvaren u Superligi |
| mj. | klub            | ut                                                         | pob.                                                       | por.                                                       | koš+                                                       | koš-                                                       | bod.                                                       | ut | pob.                          | por.                          | koš+                          | koš-                          |                               |
| --- | --------------- | ---------------------------------------------------------- | ---------------------------------------------------------- | ---------------------------------------------------------- | ---------------------------------------------------------- | ---------------------------------------------------------- | ---------------------------------------------------------- | -- | ----------------------------- | ----------------------------- | ----------------------------- | ----------------------------- | ----------------------------- |
| 1.  | Montana 2003    | 14                                                         | 10                                                         | 4                                                          | 1046                                                       | 965                                                        | 24                                                         | 8  | 6                             | 2                             | 625                           | 554                           |                               |
| 2.  | Beroe           | 14                                                         | 10                                                         | 4                                                          | 1039                                                       | 910                                                        | 24                                                         | 8  | 5                             | 3                             | 591                           | 544                           |                               |
| 3.  | Budućnost Bemax | 14                                                         | 10                                                         | 4                                                          | 986                                                        | 857                                                        | 24                                                         | 8  | 6                             | 2                             | 502                           | 431                           |                               |
| 4.  | Athlete         | 14                                                         | 9                                                          | 5                                                          | 1041                                                       | 991                                                        | 23                                                         | 8  | 5                             | 3                             | 581                           | 545                           |                               |
| 5.  | Crvena zvezda   | 14                                                         | 6                                                          | 8                                                          | 972                                                        | 1044                                                       | 20                                                         | 8  | 6                             | 2                             | 577                           | 568                           |                               |
| 6.  | Triglav         | 14                                                         | 6                                                          | 8                                                          | 765                                                        | 833                                                        | 19 (-1)                                                    | 8  | 3                             | 5                             | 435                           | 464                           |                               |
| 7.  | Play Off Ultra  | 14                                                         | 3                                                          | 11                                                         | 1005                                                       | 1107                                                       | 17                                                         | 8  | 0                             | 8                             | 619                           | 691                           |                               |
| 8.  | Partizan 1953   | 14                                                         | 2                                                          | 12                                                         | 889                                                        | 1036                                                       | 16                                                         | 8  | 1                             | 7                             | 478                           | 587                           |                               |

### Razigravanje za 9. mjesto
Igrano kroz dvije utakmice (doma i u gostima, na ukupnu koš-razliku)
| klub1                              | klub2        | 1. ut        | 2. ut        |
| za 9. mjesto                       | za 9. mjesto | za 9. mjesto | za 9. mjesto |
| ---------------------------------- | ------------ | ------------ | ------------ |
| Kraljevo                           | Badel 1862   | 20:0 pf      | 20:0 pf      |
|                                    |              |              |              |
| Badel 1862 odustao od razigravanja |              |              |              |

### Završni turnir
Final four turnir održan 18. i 19. ožujka 2017. u Podgorici u dvorani SC Morača.
| klub1         | rez.            | klub2         |
| poluzavršnica | poluzavršnica   | poluzavršnica |
| ------------- | --------------- | ------------- |
| Montana 2003  | Athlete         | 74:85         |
| Beroe         | Budućnost Bemax | 66:64         |
|               |                 |               |
| za 3. mjesto  |                 |               |
| Montana 2003  | Budućnost Bemax | 41:44         |
|               |                 |               |
| za pobjednika |                 |               |
| Athlete       | Beroe           | 61:57         |

## Vanjske poveznice i izvori
- službene stranice
- eurobasket.com, stranica lige
- waba-league.com, WABA liga 2016./17., rezultati i raspored, pristupljeno 15. travnja 2017.
- waba-league.com, WABA liga 2016./17., ljestvice, pristupljeno 15. travnja 2017.
- eurobasket.com, WABA liga 2016./17., rezultati i raspored, pristupljeno 15. travnja 2017.
- srbijasport.net, WABA liga 2016./17., Skupina A, pristupljeno 15. travnja 2017.
- srbijasport.net, WABA liga 2016./17., Skupina B, pristupljeno 15. travnja 2017.

1. ↑   waba-league.com, Badel 1862 odustao od razigravanja, pristupljeno 15. travnja 2017.